# Darryl Lachman
Darryl Brian Ricky Lachman (Ámsterdam, Países Bajos, 11 de noviembre de 1989) es un futbolista curazaleño que juega de defensa en el Perth Glory F. C. de la A-League de Australia.

## Selección nacional
El 27 de marzo de 2015 hizo su debut internacional con la selección absoluta de Curazao dirigida por Patrick Kluivert, para disputar las eliminatorias Concacaf rumbo a la Copa Mundial de Fútbol de 2018. Hasta la fecha, lleva disputados 33 partidos en los que ha anotado un gol.